# Hahnia
Hahnia là một chi nhện thuộc họ Hahniidae. Đây là một chi lớn trong họ, gồm 92 loài tính đến tháng 1, 2016 theo World Spider Catalog.

## Loài
- Hahnia abrahami (Hewitt, 1915) — Nam Phi
- Hahnia alini Tikader, 1964 — Nepal
- Hahnia arizonica Chamberlin & Ivie, 1942 — Hoa Kỳ, Alaska
- Hahnia banksi Fage, 1938 — Costa Rica, Panama
- Hahnia barbara Denis, 1937 — Algérie
- Hahnia barbata Bosmans, 1992 — Sulawesi
- Hahnia benoiti Bosmans & Thijs, 1980 — Kenya
- Hahnia breviducta Bosmans & Thijs, 1980 — Kenya
- Hahnia caeca (Georgescu & Sarbu, 1992) — România
- Hahnia caelebs Brignoli, 1978 — Bhutan
- Hahnia cameroonensis Bosmans, 1987 — Cameroon
- Hahnia cervicornata Wang & Zhang, 1986 — Trung Quốc
- Hahnia chaoyangensis Zhu & Zhu, 1983 — Trung Quốc
- Hahnia cinerea Emerton, 1890 — Bắc Mỹ
- Hahnia clathrata Simon, 1898 — Nam Phi
- Hahnia corticicola Bösenberg & Strand, 1906 — Nga, Trung Quốc, bán đảo Triều Tiên, Đài Loan, Nhật Bản
- Hahnia crozetensis Hickman, 1939 — quần đảo Crozet
- Hahnia dewittei Bosmans, 1986 — Congo
- Hahnia eburneensis Jocqué & Bosmans, 1982 — Tây Phi
- Hahnia eidmanni (Roewer, 1942) — Bioko
- Hahnia falcata Wang, 1989 — Trung Quốc
- Hahnia flaviceps Emerton, 1913 — Hoa Kỳ
- Hahnia gigantea Bosmans, 1986 — Trung Phi
- Hahnia glacialis Sørensen, 1898 — miền Toàn Bắc
- Hahnia harmae Brignoli, 1977 — Tunisia
- Hahnia hauseri Brignoli, 1978 — quần đảo Baleares
- Hahnia helveola Simon, 1875 — châu Âu
- Hahnia heterophthalma Simon, 1905 — Argentina
- Hahnia himalayaensis Hu & Zhang, 1990 — Trung Quốc
- Hahnia inflata Benoit, 1978 — Kenya
- Hahnia innupta Brignoli, 1978 — Bhutan
- Hahnia insulana Schenkel, 1938 — Madeira
- Hahnia jocquei Bosmans, 1982 — Malawi
- Hahnia laodiana Song, 1990 — Trung Quốc
- Hahnia laticeps Simon, 1898 — Nam Phi
- Hahnia lehtineni Brignoli, 1978 — Bhutan
- Hahnia leopoldi Bosmans, 1982 — Cameroon
- Hahnia linderi Wunderlich, 1992 — quần đảo Canaria
- Hahnia lobata Bosmans, 1981 — Nam Phi
- Hahnia maginii Brignoli, 1977 — Cổ Bắc giới
- Hahnia major Benoit, 1978 — Kenya
- Hahnia manengoubensis Bosmans, 1987 — Cameroon
- Hahnia martialis Bösenberg & Strand, 1906 — Nhật Bản
- Hahnia mauensis Bosmans, 1986 — Kenya
- Hahnia michaelseni Simon, 1902 — Chile, Argentina, quần đảo Falkland
- Hahnia molossidis Brignoli, 1979 — Hy Lạp
- Hahnia mridulae Tikader, 1970 — Ấn Độ
- Hahnia musica Brignoli, 1978 — Bhutan
- Hahnia naguaboi (Lehtinen, 1967) — Puerto Rico
- Hahnia nava (Blackwall, 1841) — Cổ Bắc giới
- Hahnia nigricans Benoit, 1978 — Kenya
- Hahnia nobilis Opell & Beatty, 1976 — México
- Hahnia obliquitibialis Bosmans, 1982 — Malawi
- Hahnia okefinokensis Chamberlin & Ivie, 1934 — Hoa Kỳ
- Hahnia ononidum Simon, 1875 — Hoa Kỳ, Canada, châu Âu, Nga
- Hahnia oreophila Simon, 1898 — Sri Lanka
- Hahnia ovata Song & Zheng, 1982 — Trung Quốc
- Hahnia petrobia Simon, 1875 — châu Âu
- Hahnia pinicola Arita, 1978 — Nhật Bản
- Hahnia pusilla C. L. Koch, 1841 — châu Âu, Nga
- Hahnia pusio Simon, 1898 — Sri Lanka
- Hahnia pyriformis Yin & Wang, 1984 — Trung Quốc
- Hahnia rimiformis Zhang, Li & Pham, 2013 - Việt Nam
- Hahnia rossii Brignoli, 1977 — Ý
- Hahnia saccata Zhang, Li & Zheng, 2011 — Trung Quốc
- Hahnia sanjuanensis Exline, 1938 — Hoa Kỳ, México
- Hahnia schubotzi Strand, 1913 — Trung Phi, Đông Phi
- Hahnia senaria Zhang, Li & Zheng, 2011 — Trung Quốc
- Hahnia sexoculata Ponomarev, 2009 — Nga
- Hahnia sibirica Marusik, Hippa & Koponen, 1996 — Nga, Trung Quốc
- Hahnia simoni Mello-Leitão, 1919 — Brasil
- Hahnia sirimoni Benoit, 1978 — Kenya
- Hahnia spasskyi Denis, 1958 — Afghanistan
- Hahnia spinata Benoit, 1978 — Kenya
- Hahnia subcorticicola Liu, Huang & Zhang, 2015 — Trung Quốc
- Hahnia submaginii Zhang, Li & Zheng, 2011 — Trung Quốc
- Hahnia tabulicola Simon, 1898 — châu Phi
- Hahnia tanikawai Suguro, 2015 — Nhật Bản
- Hahnia tatei (Gertsch, 1934) — Venezuela
- Hahnia thorntoni Brignoli, 1982 — Hồng Kông
- Hahnia thymorum Emerit & Ledoux, 2014 — Pháp
- Hahnia tikaderi Brignoli, 1978 — Bhutan
- Hahnia tortuosa Song & Kim, 1991 — Trung Quốc
- Hahnia tuybaana Barrion & Litsinger, 1995 — Philippines
- Hahnia ulyxis Brignoli, 1974 — Hy Lạp
- Hahnia upembaensis Bosmans, 1986 — Congo
- Hahnia vangoethemi Benoit, 1978 — Kenya
- Hahnia vanwaerebeki Bosmans, 1987 — Cameroon
- Hahnia veracruzana Gertsch & Davis, 1940 — México
- Hahnia yakouensis Chen, Yan & Yin, 2009 — Trung Quốc
- Hahnia zhejiangensis Song & Zheng, 1982 — Trung Quốc, Đài Loan
- Hahnia zodarioides (Simon, 1898) — Nam Phi